# Hermann von Höxter
Hermann von Höxter auch de Huxaria oder Uxsaria (* um 1370 vermutlich in Westheim (Hochstift Paderborn); † 20. April 1396) war ein Professor der Medizin.
Er war der erste regens doctor der medizinischen Fakultät der 1386 gegründeten Universität Heidelberg. Um 1393 wurde er Professor für Medizin. Im Jahr 1394 mahnte der Rektor und eine Gruppe von Professoren, darunter Hermann von Höxter, den Rat der Stadt Heidelberg an, die in den Privilegien zugesicherte zollfreie Weineinfuhr zu sichern. Die Professoren der Universität Heidelberg wurden mit Wein bezahlt. Seine Medizinerkollegen waren Ostkirchen sowie Jacobus von Hermenia, Hermanns Nachfolger wurde Wilhelm Tenstal von Deventer.